# Feldschlösschen

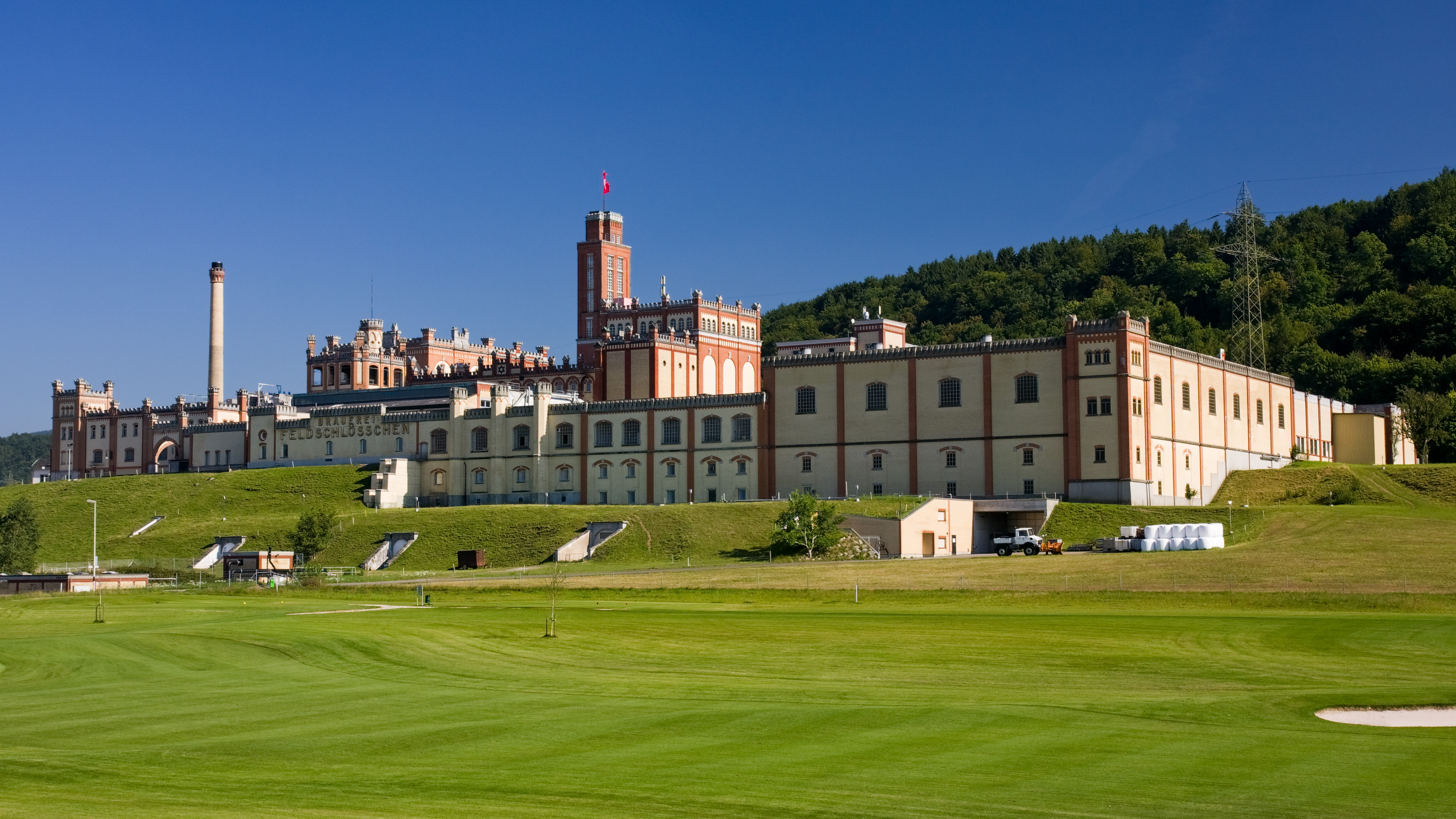
Feldschlösschen bryggeri i Rheinfelden.

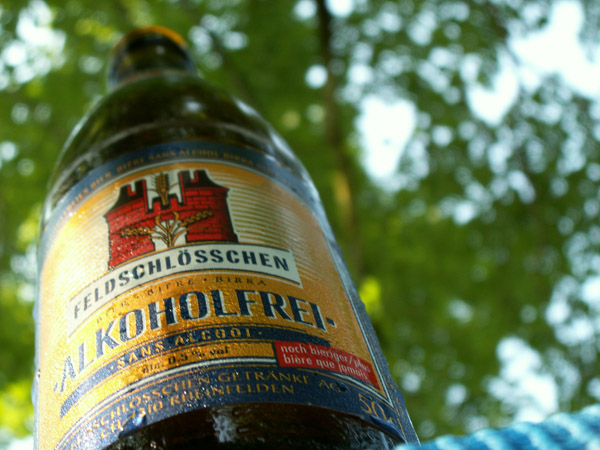
En flaska alkoholfritt öl

Feldschlösschen är ett schweiziskt bryggeri. Bryggeriet ligger i Rheinfelden i Schweiz och är Schweiz största bryggeri. År 2000 köptes det upp av Carlsberg.
I Tyskland finns även Feldschlösschen i Braunschweig och Dresden.